# Naissance en 1030
Naissance
- 1026
- 1027
- 1028
- 1029
- 1030
- 1031
- 1032
- 1033
- 1034

Cette page dresse une liste de personnalités nées au cours de l'année 1030 :
- 26 juillet : Stanislas de Szczepanów, évêque de Cracovie, saint catholique et patron de la Pologne.
- 11 août : Gérard Ier de Lorraine, seigneur de Châtenois, puis duc de Lorraine.

- Adelaide d'Eilenburg (en), noble allemande.
- Étienne d'Aroz, commence la généalogie de la Maison d'Aroz du Comté de Bourgogne, Franche-Comté.
- Geoffroy II de Mayenne, baron de Mayenne.
- Guillaume de Hirsau, bénédictin allemand qui fut abbé de l'abbaye de Hirsau.
- Kyanzittha, roi de Pagan.
- Manegold de Lautenbach, moine-écrivain, théologien, et philosophe et polémiste religieux.
- Berthe de Rouergue, comtesse de Rouergue.
- Sigebert de Gembloux, moine bénédictin, est un hagiographe, polémiste et chroniqueur gibelin.
- Gautier de Pontoise, religieux français.
- Stanislas de Szczepanów, évêque de Cracovie.
- Vsevolod Ier de Kiev, grand-prince de Kiev.

## Crédit d'auteurs
- Cet article est partiellement ou en totalité issu de l'article intitulé « 1030 » (voir la liste des auteurs).